# Балгини, Хаджи
Хаджи Балгини (алб. Haxhi Ballgjini; род. 15 июня 1958, Дуррес) — албанский футболист, завершивший игровую карьеру. Играл за албанские клубы «Динамо» и «Партизани» из Тираны, «Влазния» из Шкодера и «Локомотив» из Дурреса. Входил в состав сборной Албании по футболу в 1976—1985 годах.

## Клубная карьера
Клубную карьеру Хаджи Балгини начал в во время сезона 1975—76 года в составе команды албанского клуба «Динамо». Следующий сезон он играл за другой албанский клуб «Партизани». С 1978 по 1979 год выступал за албанский клуб «Влазния». С 1980 по 1981 год Балгини снова играл в команде клуба «Динамо», а следующие два сезона — в составе клуба «Партизани». Затем два сезона он выступал за албанский клуб «Локомотив» (ныне клуб «Теута»). Сезон 1991—92 года, во время которого футболист играл за всё тот же клуб «Динамо», стал последним в его игровой карьере.

## Международная карьера
Хаджи Балгини дебютировал в составе сборной Албании по футболу в товарищеском матче против сборной Алжира в ноябре 1976 года. За национальную сборную он провёл 15 матчей и забил 1 гол. Его последним международным матчем стал квалификационный матч чемпионата мира по футболу в феврале 1985 года против сборной Греции.

## Тренерская карьера
В качестве тренера Балгини привёл клуб «Теута» к его первому и пока единственному чемпионскому титулу в 1994 году.

## Достижения
«Динамо (Тирана)»
- Чемпион Албании (1): 1980/81.

 «Теута»
- Чемпион Албании (1): 1993/94 (тренер).

## Личная жизнь
Хаджи Балгини является младшим братом албанского футболиста Шюкюри Балгини, выступавшего за сборную Албании по футболу. В истории албанского футбола они стали первыми братьями, которые вместе играли за национальную команду. Случилось это в 1981 году в матче против сборной Финляндии.